# Анхесенамон
Анхесенамон е дъщеря на Аменхотеп IV (по-късно Ехнатон) и Нефертити – първата и главна жена на Аменхотеп IV. Била е третата от шест царски дъщери, които починали още като деца. Тя е съпругата на Тутанкамон, който е наследник на Ехнатон от втората му съпруга.
1. ↑  Queen Ankhesenamen //    Архивиран от оригинала.